# فرایند سولفوریک اسید مرطوب

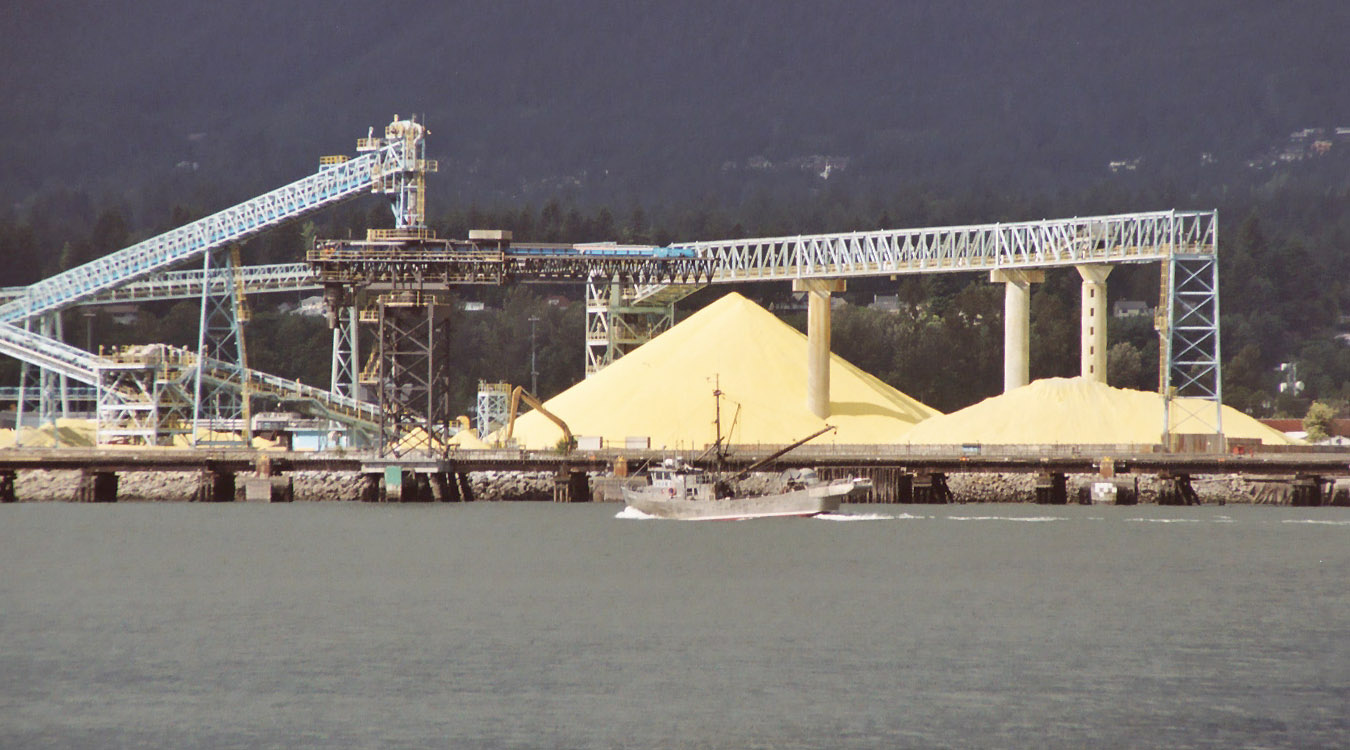
گوگرد تولید شده در آلبرتا توسط فرایند کلاوس

فرایند سولفوریک اسید مرطوب (به انگلیسی: WSA process) یکی از فرایندهای اصلی گوگردزدایی گاز در بازار امروزه است. از زمانی که شرکت کاتالیست دانمارکی هالدور تاپسو این تکنولوژی را در اواخر دهه ۱۹۸۰ معرفی و ثبت اختراع کرد، به عنوان یک فرایند کارآمد برای بازیابی گوگرد از گازهای فرایندی مختلف به فرم سولفوریک اسید تجاری همزمان با تولید بخاز فشار بالا شناخته شده‌است. این فرایند در تمامی صنایعی که بازیابی گوگرد یک موصوع مهم است به کار می‌رود
این فرایند برای فرآوری جریان‌های حاوی گوگرد مناسب است، از جمله:
۱. گاز H2S حاصل از واحد تصفیه گاز با آمین
۲. گاز خروجی از فرایند کلاوس
۳. اسید مصرف شده در واحد آلکیلاسیون
۴. گاز خروجی از رکتیسول
۵. گاز حاصل از فرایند متالورژی
۶. تولید سولفوریک اسید
۷.خروجی بویلر و نیروگاه در حالتی که از نفت سنگین برج وکیوم استفاده میکنند

## فرایند

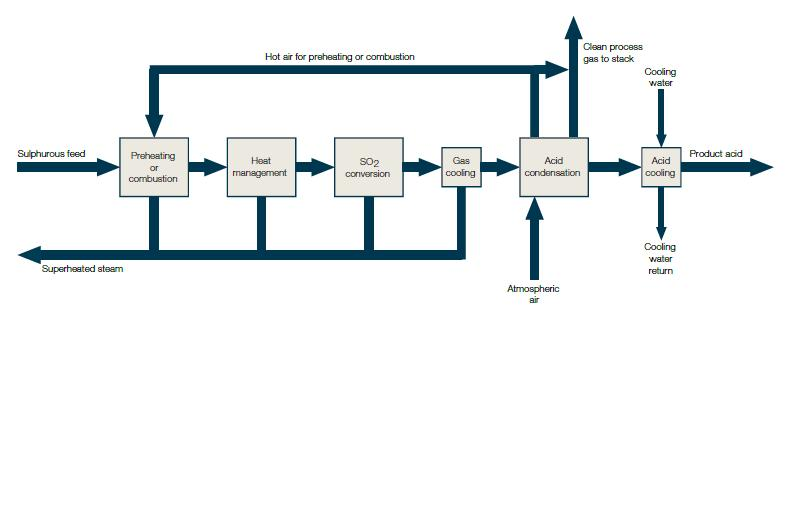

واکنش های اصلی در فرایند سولفوریک اسید مرطوب
- احتراق:   2H2S + 3 O2 ⇌ 2 H2O + 2 SO2
- اکسیداسیون: در حضور کاتالیست وانادیوم اکسید 2SO2 + O2  2 SO3  (-198 kJ/mol)
- هیدراسیون:SO3 + H2O  H2SO4 (g)   (-101 kJ/mol)
- چگالش: 	H2SO4 (g)  H2SO4 (l)    (-90 kJ/mol)

انرژی آزادشده از واکنش های اشاره شده بالا بیشتر به دلیل اکسیژن با پیوند دوگانه نسبتا ضعیفش می باشد.

## کاربرد های صنعتی
صنایعی که از فرایند سولفوریک اسید مرطوب استفاده می کنند:
- صنعت پالایشگاهی و پتروشیمی
- صنعت متالورژی
- صنایع بر پایه ذغال سنگ
- صنعت پودر
- نیروگاهها
- صنعت سولفوریک اسید

## احیاء اسید مصرف شده و تولید سولفوریک اسید
فرایند WSA می تواند برای تولید سولفوریک اسید از گوگردو یااسید مصرف شده در واحد های آلکیلاسیون استفاده شود.فرایند های کاتالیزگری مرطوب  با بقیه فرایند های تماسی سولفوریک اسید مرطوب متفاوت است که در آن گاز ورودی  وقتی در تماس با کاتالیست قرار می گیرد شامل رطوبت اضافی می شود.دی اکسید گوگرد در تماس با کاتالیست به گوگرد تری اکسید تبدیل می شود که این گاز با رطوبت موجود تشکیل اسید سولفوریک گازی می دهد.اسید سولفوریک گازی حاصل در مرحله بعد توسط کندانسور به مایع تبدیل شده و با کنترل دما و نسبت آب به گاز گوگرد دی اکسید در ورودی اسید سولفوریک با غلظت های متفاوت می توان تولید کرد.